# Игорь Святославич
И́горь Святосла́вич (2 апреля 1151 — весна 1201) — князь Новгород-Северский (1180—1198), князь Черниговский (1198—1201). Из рода Ольговичей, сын Святослава Ольговича. Назван Игорем-Георгием своим отцом в память родного дяди — святого великого князя Игоря Черниговского и Киевского (†1147). Главный герой «Слова о полку Игореве».

## Происхождение
Князь Святослав Ольгович был женат дважды. Первый раз он женился в 1108 году на дочери половецкого хана Аепы Гиргеневича. В крещении она, возможно, получила имя Анны. Второй раз Святослав Ольгович женился в 1136 году в Новгороде, причём его брак вызвал скандал. Новгородский архиепископ Нифонт отказался его венчать, брак заключал другой священник. В. Н. Татищев со ссылкой на не сохранившуюся «Ростовскую летопись» указал, что женой Святослава была дочь новгородского посадника Петрилы, а причиной конфликта с архиепископом был тот факт, что первый муж невесты недавно погиб. Однако «Ростовская летопись», вероятнее всего, — источник XVI—XVII веков, когда пробелы в летописях нередко дописывались на основании домыслов и легенд, поэтому есть основания ей не доверять. Другое объяснение конфликта — к моменту второго брака Святослава его первая жена могла быть ещё жива.
Ряд историков и публицистов предполагал, что матерью Игоря была половчанка. Однако, судя по дате брака, к моменту рождения Игоря ей было около 50 лет, а в те времена женщина такого возраста вряд ли могла стать матерью. Кроме того, никаких известий о том, что Святослав после второго брака вернулся к первой жене, нет. Таким образом, матерью Игоря, вероятнее всего, была вторая жена Святослава Ольговича, которую, возможно, звали Екатерина. Вероятно, она происходила из новгородского боярского рода.

## Биография
В 1169 Игорь Святославич участвовал в походе одиннадцати русских князей под знаменами Андрея Боголюбского против Мстислава Изяславича, великого князя Киевского.
В 1171 году ходил с северскими дружинами за реку Ворсклу и одержал знаменитую победу над половецкими ханами Кобяком и Кончаком, освободив пленных и отняв добычу.

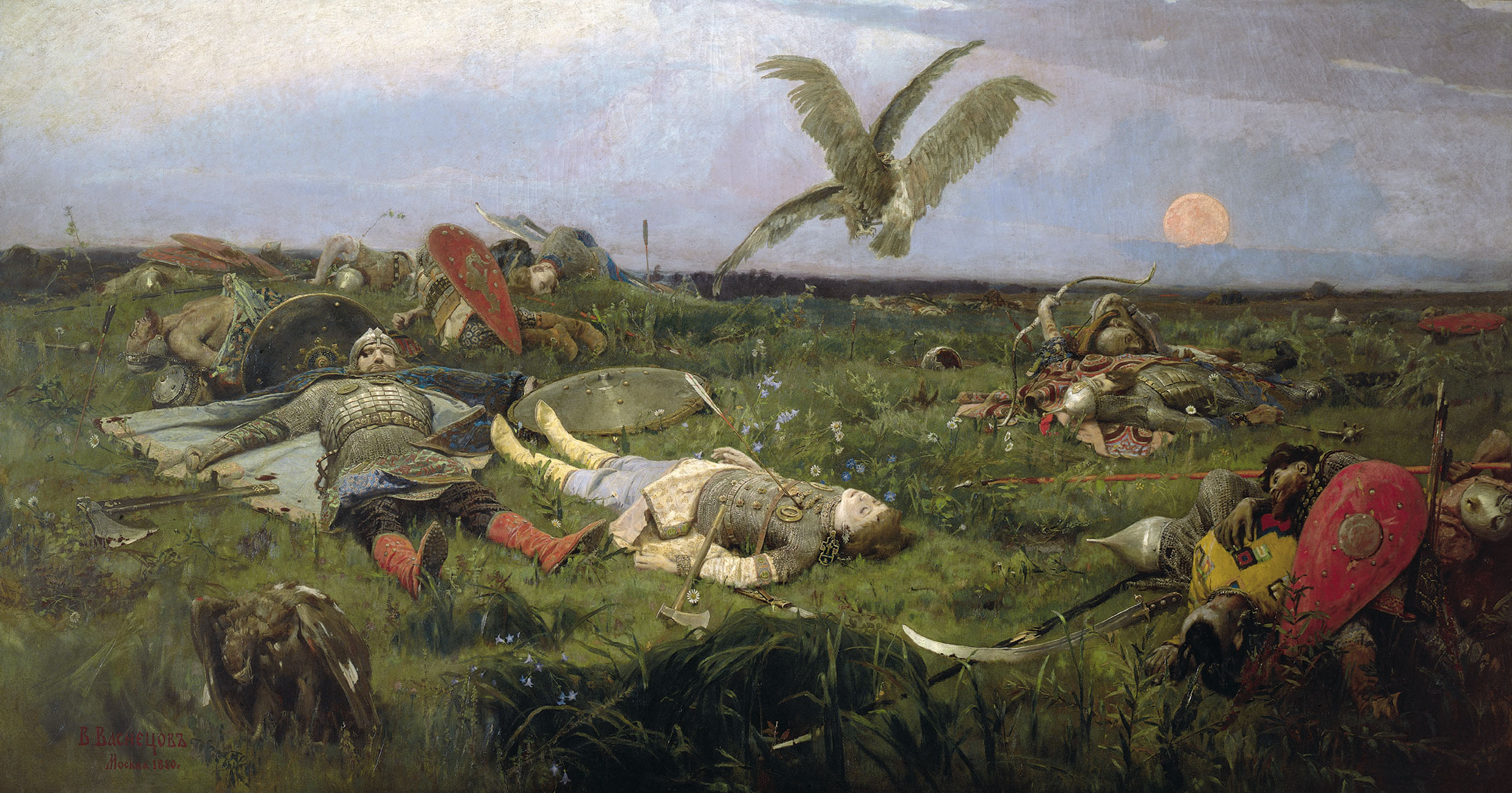
Картина Васнецова В. М. «После побоища Игоря Святославича с половцами»

После смерти Романа Ростиславича Смоленского в 1180 году во время северного похода Святослава Всеволодовича Игорь вместе с Ярославом Всеволодовичем охранял Чернигов, затем они с половцами участвовали в походе против Давыда Ростиславича Смоленского под Друцк, а после возвращения их войск на юг Рюрику Ростиславичу удалось нанести поражение половцам Кобяка и Кончака и Игорю, в результате чего в Киеве и Киевской земле утвердился т. н. «дуумвират» Святослава и Рюрика.
Перед битвой на Орели Игорь с Владимиром Глебовичем Переяславским были посланы Святославом и Рюриком против половцев. Игорь отказал Владимиру в праве ездить напереде (передовым отрядам обычно доставалась большая добыча), Владимир развернул полки и ограбил Новгород-Северское княжество, но Игорь продолжил поход и разбил половцев на реке Хирии. После битвы на Орели (в которой чернигово-северские князья не участвовали) Игорь вместе с другими северскими князьями провёл удачный поход на половецкие кочевья по реке Мерлу.

### Поход против половцев в 1185 году

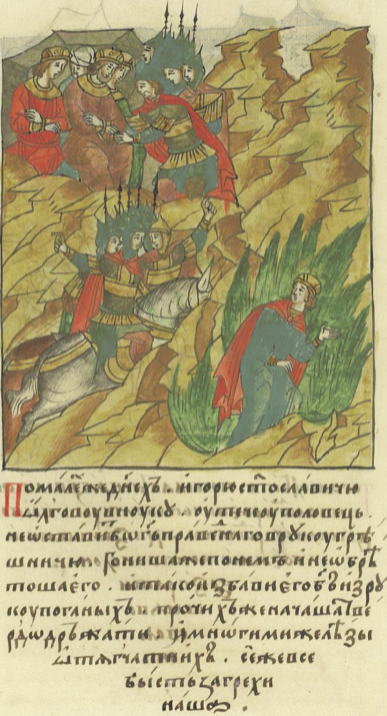
Бегство Игоря из половецкого плена

Весной 1185 года Святослав Всеволодович уехал в свои северо-восточные владения собирать воинов, чтобы идти к Дону на половцев на всё лето, а Игорь вместе с его братом Всеволодом, князем Курским и Трубчевским, и племянником Святославом Ольговичем, князем Рыльским, предприняли новый поход. Вместе с дружиной ковуев (зависимое от черниговских князей кочевое население левого берега Днепра, родственное правобережным чёрным клобукам, зависимым от киевских князей) они двинулись к берегам Донца.
На берегах Каялы русское войско столкнулось с основными силами половцев. Источники указывают на участие в столкновении почти всех известных половецких племенных групп юго-восточной Европы. После 3-дневного сражения Игорь был взят в плен, как и остальные князья. Многие воины погибли.
Из плена Игорь бежал, оставив там своего сына Владимира, который вернулся позже, женившись на дочери Кончака.
Этот поход Игоря Святославича на половцев послужил канвой для знаменитого «Слова о полку Игореве».

### Последующие годы
В 1191 году Игорь с братом Всеволодом провёл удачный поход на половцев и выступил во второй поход после получения подкрепления от Святослава Киевского и Ярослава Черниговского во главе с пятью княжичами, дошёл до Оскола, но половцы смогли своевременно приготовиться к битве, и Игорь отвёл войска на Русь.
В 1198 году Игорь, после смерти черниговского князя Ярослава Всеволодовича, занял черниговский престол, согласно традиционной версии.
Похоронен Игорь, как и его дядя, в честь которого он был назван — святой Игорь, в Спасо-Преображенском соборе города Чернигова.

## Дата смерти и вопрос о черниговском княжении

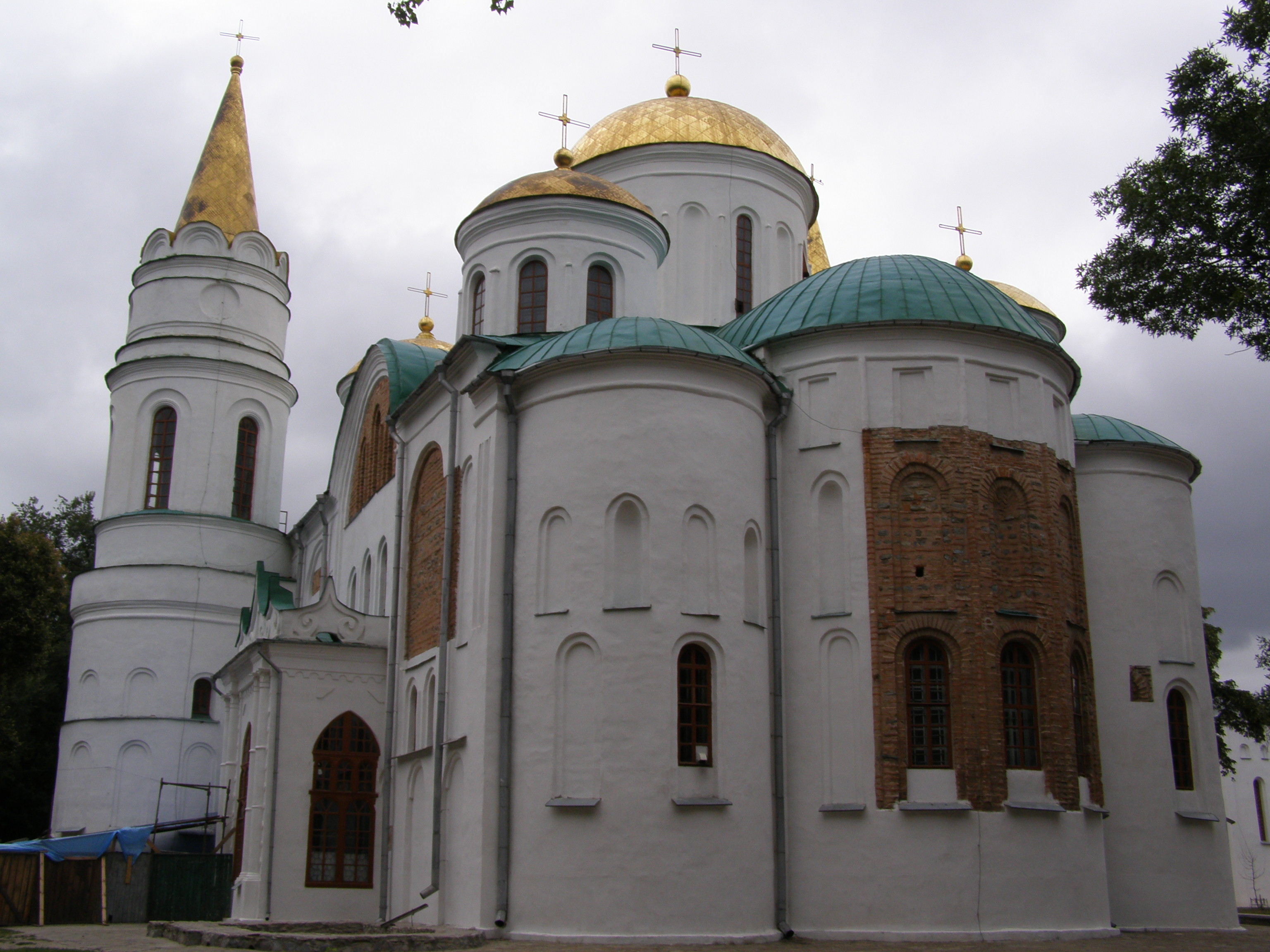
Спасо-Преображенский собор в Чернигове, в котором похоронен Игорь Святославич

Во многих источниках в качестве даты смерти Игоря указывается 29 декабря 1202 года. Эта дата восходит к В. Н. Татищеву, который пытался реконструировать её на основании сообщения Радзивиловской летописи. Но, согласно исследованиям А. П. Пятнова, Татищев неправильно интерпретировал сведения летописи, в которой были перепутаны последние листы, а Игорь умер в 1-й половине 1201 года. Также датировка началом 1201 года подтверждается исследованием Бережкова Н. Г., согласно которому стиль летосчисления статьи 6710 Лаврентьевской летописи ультрамартовский. По той же причине смерть в Чернигове князя Владимира переносится на осень 1200 года. Им обычно считается Владимир, сын Святослава Всеволодовича, уступавший Игорю в старшинстве. Согласно же летописям (Воскресенской и др.), Владимир был Всеволодовичем, то есть братом Святослава и Ярослава (версия Зотова Р. В.), то есть превосходил Игоря старшинством. Согласно тому же Зотову и практике замещения столов Рюриковичами, не только Владимир Всеволодович (если он существовал), но и Владимир Святославич превосходили старшинством Олега Святославича, умершего в Чернигове в 1204 году. В Любецком синодике (поминальном списке черниговских князей) между Ярославом Всеволодовичем и Всеволодом Чермным фигурирует великий князь черниговский Феодосий. В то время как у Владимира Святославича было крестильное имя Борис, Феодосий могло быть крестильным именем Игоря.

## Брак и дети
Жена: с ок. 1169 Ефросинья Ярославна, дочь галицкого князя Ярослава Владимировича Осмомысла от брака с суздальской княжной Ольгой Юрьевной. Дети:
- Владимир Игоревич (8 октября 1170 — после 1211), князь Путивльский в 1185—1198 и 1208—1210 годах, князь Новгород-Северский в 1198—1206 годах, князь Галицкий в 1206—1208 и 1210—1211 годах
- Олег Игоревич (1175—1205?)
- Роман Игоревич (уб. сентябрь 1211), князь Звенигородский в 1206—1208 и 1210—1211 годах, князь Галицкий в 1208—1210 годах
- Святослав Игоревич (1176 — уб. сентябрь 1211), князь Владимиро-Волынский в 1205—1206, князь Перемышльский в 1209 и 1210—1211 годах
- Ростислав Игоревич (?) (уб. сентябрь 1211), князь Теребовльский в 1210—1211 годах
- дочь; муж: с 1190 года Давыд Ольгович, княжич Стародубский

Имя жены Игоря в летописях не упоминается. В «Родословнике» императрицы Екатерины II жена Игоря названа Ефросиньей. По версии А. В. Соловьёва имя Ефросинья восходит к «Любецкому синодику». Р. В. Зотов, исследователь «Любецкого синодика», считал, что имя жены Игоря было Ефросинья, хотя и сомневался в идентификации упоминающегося там князя Феодосия с Игорем Святославичем. Христианским именем Игоря было Георгий, а Феодосий, вероятно, было христианским именем князя Всеволода Святославича, младшего брата Игоря.
О. В. Творогов предположил, что Ярославне по ошибке приписали иноческое имя её матери, Ольги Юрьевны, но имя Ефросинья закрепилось в литературе за княгиней.
В некоторых источниках Ефросинья указывается второй женой Игоря, дату брака относят к 1184 году. Впервые эта дата появилась в «Родословнике» императрицы Екатерины II. По мнению современных исследователей, эта дата брака возникла в результате неточного прочтения «Истории Российской» В. Н. Татищева. Историк А. В. Соловьёв доказал, что матерью всех детей Игоря была Ярославна. Поскольку старший сын Игоря и Ярославны, Владимир, родился в 1171 году, брак не мог быть заключён в 1184 году.

## В культуре и искусстве
В древнерусской литературе

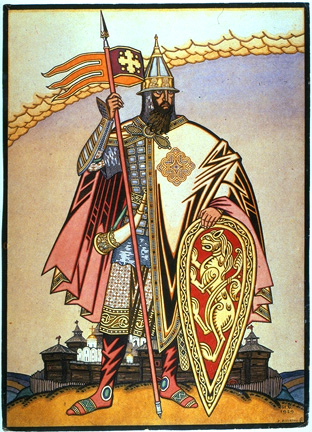
И. Я. Билибин. Князь Игорь. 1929

Написано в конце XII века (датируется 1185 годом). Рукопись «Слова» сохранилась только в одном списке графа Мусина-Пушкина.
В литературе
- В. Поротников. Исторический роман «Игорь Святославич». Издательство: АСТ, Астрель, 2001. ISBN 5-17-010530-4, ISBN 5-271-02951-4
- Сергей Заграевский. Исторический роман «Евнух султанского гарема» (М.: ОГИ, 2014). ISBN 978-5-94282-713-7.

В музыке
Игорь Святославич — главный герой оперы А. П. Бородина «Князь Игорь». План сценария и либретто оперы написаны композитором по памятнику литературы Древней Руси «Слово о полку Игореве» при участии В. В. Стасова. Центральный образ героя запечатлён в знаменитой баритоновой арии «О, дайте, дайте мне свободу!».
В изобразительном искусстве
- И. С. Глазунов. Картина «Князь Игорь».
- К. А. Васильев. Картина «Князь Игорь» (1969).

В кинематографе
Фильм-опера «Князь Игорь». Музыкальная драма по одноимённой опере Александра Бородина, 1969. В главной роли — Б. Хмельницкий.
Памятник
- Памятник Князю Игорю в Станице-Луганской

## Комментарии
1. ↑  С. В. Алексеев предположил, что упоминаемые в «Любецком синодике» черниговские князья Святослав-Николай и Святослав-Гавриил — это Святослав Ольгович (в первый раз — с крестильным именем, второй — с иноческим). По мнению Алексеева, ошибка могла произойти из-за ошибки переписчика или составителя синодика, который мог неправильно интерпретировать поминовение князя с двумя разными княгинями[4].